# ミラー (フリゲート)
| USS Miller (FF-1091) |                                                                |
| 艦歴                 |                                                                |
| 発注                 | 1966年8月25日                                                  |
| 起工                 | 1971年8月6日                                                   |
| 進水                 | 1972年6月3日                                                   |
| 就役                 | 1973年6月30日                                                  |
| 退役                 | 1991年10月15日                                                 |
| 除籍                 | 1995年1月11日                                                  |
| その後               | 1999年7月19日にトルコに売却 2001年6月に標的艦として海没処分    |
| 性能諸元             |                                                                |
| 排水量               | 基準: 3,068t                                                   |
| 排水量               | 満載: 4,130t                                                   |
| 全長                 | 133.5 m (438 ft)                                               |
| 全幅                 | 14.33 m (47 ft)                                                |
| 吃水                 | 7.62 m (24.75 ft)                                              |
| 機関                 | 水管ボイラー (84.4at, 538℃)×2缶                                |
| 機関                 | 蒸気タービン (35,000hp)×1基                                    |
| 機関                 | スクリュープロペラ×1軸                                         |
| 速力                 | 最大: 27ノット以上                                             |
| 航続距離             | 4,500海里 (20ノット巡航時)                                     |
| 乗員                 | 士官16名、曹士211名                                            |
| 兵装                 | Mk.42 5インチ単装速射砲×1基                                    |
| 兵装                 | Mk.16 8連装ミサイル発射機×1基 (アスロックSUM, ハープーンSSM用) |
| 兵装                 | Mk.32 mod.9 連装短魚雷発射管×2基                               |
| 艦載機               | QH-50 DASH×2機 ※SH-2 LAMPSヘリコプター×1機に 後日換装          |
| FCS                  | Mk.68 砲射撃指揮用                                             |
| FCS                  | Mk.114 水中攻撃指揮用                                          |
| センサ               | AN/SPS-40 対空捜索レーダー                                     |
| センサ               | AN/SPS-10 対水上捜索レーダー ※AN/SPS-67に後日換装              |
| センサ               | AN/SQS-26CX 艦首装備ソナー                                     |
| センサ               | AN/SQS-35 可変深度ソナー ※AN/SQR-18戦術曳航ソナーに後日換装    |
| 電子戦               | AN/SLQ-26 ESM/ECM装置 ※AN/SLQ-32(V)2 ESM装置に後日換装         |
| 電子戦               | Mk.36 デコイ発射装置 ※後日装備                                 |
| モットー             | Courage-Devotion                                               |

ミラー (英語: USS Miller, FF-1091) は、アメリカ海軍のフリゲート。ノックス級フリゲートの1隻。艦名は真珠湾攻撃時の功績で海軍十字章を受章した初のアフリカ系アメリカ人兵士であるドリス・ミラーに因む。就役時は護衛駆逐艦に分類された。

## 艦歴
ミラーはルイジアナ州ウェストウィーゴーのエイボンデール造船所で1971年8月6日に起工する。1972年6月3日に進水し、1973年6月30日に就役した。
就役後は大西洋艦隊に所属し地中海、北ヨーロッパ、ペルシャ湾、黒海に展開した。1975年7月にフリゲートに艦種変更され、FF-1091 の船体番号が与えられた。ミラーは1982年1月に海軍予備役軍に転属し、その後西大西洋およびカリブ海で活動した。ミラーは1991年10月に退役し、1995年に除籍された。